# Peter Simon
Peter Simon (ur. 4 kwietnia 1967 w Mannheim) – niemiecki polityk i urzędnik samorządowy, poseł do Parlamentu Europejskiego VII i VIII kadencji.

## Życiorys
Ukończył studia prawnicze, po których rozpoczął pracę w administracji lokalnej. Od 1999 do 2007 był dyrektorem biura europejskiego w Mannheim. Został następnie dyrektorem ds. rozwoju gospodarczego w spółce metropolitalnej Rhein-Neckar GmbH. Działa w Socjaldemokratycznej Partii Niemiec, był przewodniczącym struktur lokalnych tego ugrupowania.
W wyborach w 2009 uzyskał mandat posła do Parlamentu Europejskiego z ramienia SPD. Przystąpił do grupy Postępowego Sojuszu Socjalistów i Demokratów, a także do Komisji Gospodarczej i Monetarnej. W 2014 z powodzeniem ubiegał się o europarlamentarną reelekcję.